# Brandhof (Gschwend)
Brandhof  ist ein Weiler des Gemeindeteils Altersberg von Gschwend im Ostalbkreis in Baden-Württemberg.

## Beschreibung
Der Weiler besteht aus etwa 30 Hausnummern. Die einzelnen Höfe und Gebäude des Weilers sind auf einer zum Haghof und zum Haghöfle offenen Rodungsinsel verstreut.
Westlich des Ortes fließt der früher auch Otterbach genannte Hagbach südwärts zur Schwarzen Rot bei Menzlesmühle, einem der Oberläufe der Kaisersbacher Rot; der Hagbach ist am Südrand des Ortes zum 0,9 ha großen Hagensee angestaut.
Der Ort liegt inmitten des Naturparks Schwäbisch-Fränkischer Wald, er gehört zum Unterraum Welzheimer Wald des  Schurwald und Welzheimer Wald genannten Naturraums.
Der Ort steht auf Stubensandstein (Löwenstein-Formation).

## Geschichte
Der Ort wurde um 1557 angelegt.